# جزيرة موروتاي
جزيرة موروتاي هي جزيرة بركانية، وهي إحدى جزر الملوك في إندونيسيا. تقع الجزيرة شمال جزيرة هالماهيرا.
الجزيرة ذات طبيعة وعرة، وتغطيها الغابات. وتبلغ مساحتها حوالي 1800 كيلومتراً مربعاً، طول الجزيرة من الشمال إلى الجنوب يبلغ 80 كيلومتراً بينما عرضها لا يزيد عن 42 كيلومتراً. أكبر مدينة في الجزيرة هي داروبا، وتقع على الساحل الجنوبي من الجزيرة. معظم قرى الجزيرة هي مستوطنات ساحلية، وتوجد طرق معبدة تربط بينها وتمتد على طول الساحل الشرقي ابتدأً من داروبا حتى بيريبير، وهي المدينة الرئيسية على الساحل الشرقي للجزيرة، وتبعد مسافة 68 كيلومتراً من داروبا.